# Himmelsskeppet
Himmelsskeppet (danska: Himmelskibet) är en dansk science fiction-stumfilm från 1918, producerad av Nordisk Film och regisserad av Holger-Madsen. Manuset skrevs av Sophus Michaëlis och Ole Olsen och är baserat på Michaëlis roman med samma namn.

## Handling
Filmen handlar om den unge äventyraren Avanti Planetaros (Gunnar Tolnæs), som bestämmer sig för att resa till Mars. Han bygger, under hån från vetenskapen, rymdskeppet Excelsior, och når trots alla tvivlare Mars för att finna att dess invånare lever i harmoni med varandra.

## Rollista
- Nicolai Neiiendam – Professor Planetaros, astronom
- Gunnar Tolnæs – Avanti Planetaros, marinkapten
- Zanny Petersen – Corona, Avantis syster
- Alf Blütecher – Dr. Krafft, Avantis vän
- Svend Kornbeck – David Dane, amerikan
- Philip Bech – Visdomens äldste
- Lilly Jacobsson – Marya, Visdomens dotter
- Frederik Jacobsen – Professor Dubius
- Birger von Cotta-Schønberg – orientalisk medresenär i Excelsior
- Harald Mortensen – en upphetsad telegrafist
- Alfred Osmund – präst på Mars
- Nils Asther – marsian
- Peter Jørgensen – medverkande
- Aage Lorentzen – medverkande